# Dział nad Desznem
Dział nad Desznem (też: Wołtuszowska; 673 m n.p.m.) – wzgórze  w Beskidzie Niskim, we wschodniej części Wzgórz Rymanowskich. Jest najwyższym wzniesieniem tego pasma. Zachodnie stoki schodzą do Deszna, części uzdrowiska Rymanów-Zdrój i wsi Królik Polski w dolinie Taboru. Południowe odgałęzienie graniczy z Jawornikiem (762 m n.p.m.). Wschodnie stoki opadają w kierunku doliny potoku i wsi Wisłoczek oraz długim ramieniem w dolinę Wisłoka do wsi Rudawka Rymanowska. Północne stoki, opadające ku dolince Czarnego Potoku, to łąki i pola zniszczonej po II wojnie światowej wsi Wołtuszowa (stąd druga nazwa wzniesienia). Dział jest częstym celem wycieczek z uzdrowiska Rymanów ze względu na malownicze widoki z otwartych miejsc nad Wołtuszową.  Dwa główne szczyty: Tołoczek (673 m n.p.m.) i Patryja (668 m n.p.m.) są zalesione. 
Szlaki piesze:
- Główny Szlak Beskidzki. Trasa: Rymanów-Zdrój –Wołtuszowa - Wisłoczek - Puławy około 3 godzin.

Szlaki lokalne (spacerowe):
- Rymanów-Zdrój – Wołtuszowa-Wisłoczek

Ścieżki spacerowe :
- ścieżka do Królowej Wołtuszowej,

- ścieżka na Beskidzką Połoninę,

- ścieżka Łemka.

- ścieżka przyrodnicza "Rymanów-Zdrój".